# 1429 Pemba
Pemba (asteróide 1429) é um asteróide da cintura principal, a 1,697744 UA. Possui uma excentricidade de 0,3354388 e um período orbital de 1 491,42 dias (4,08 anos).
Pemba tem uma velocidade orbital média de 18,63477423 km/s e uma inclinação de 7,74714º.
Esse asteróide foi descoberto em 2 de Julho de 1937 por Cyril Jackson.